# 크립토스포리디움증

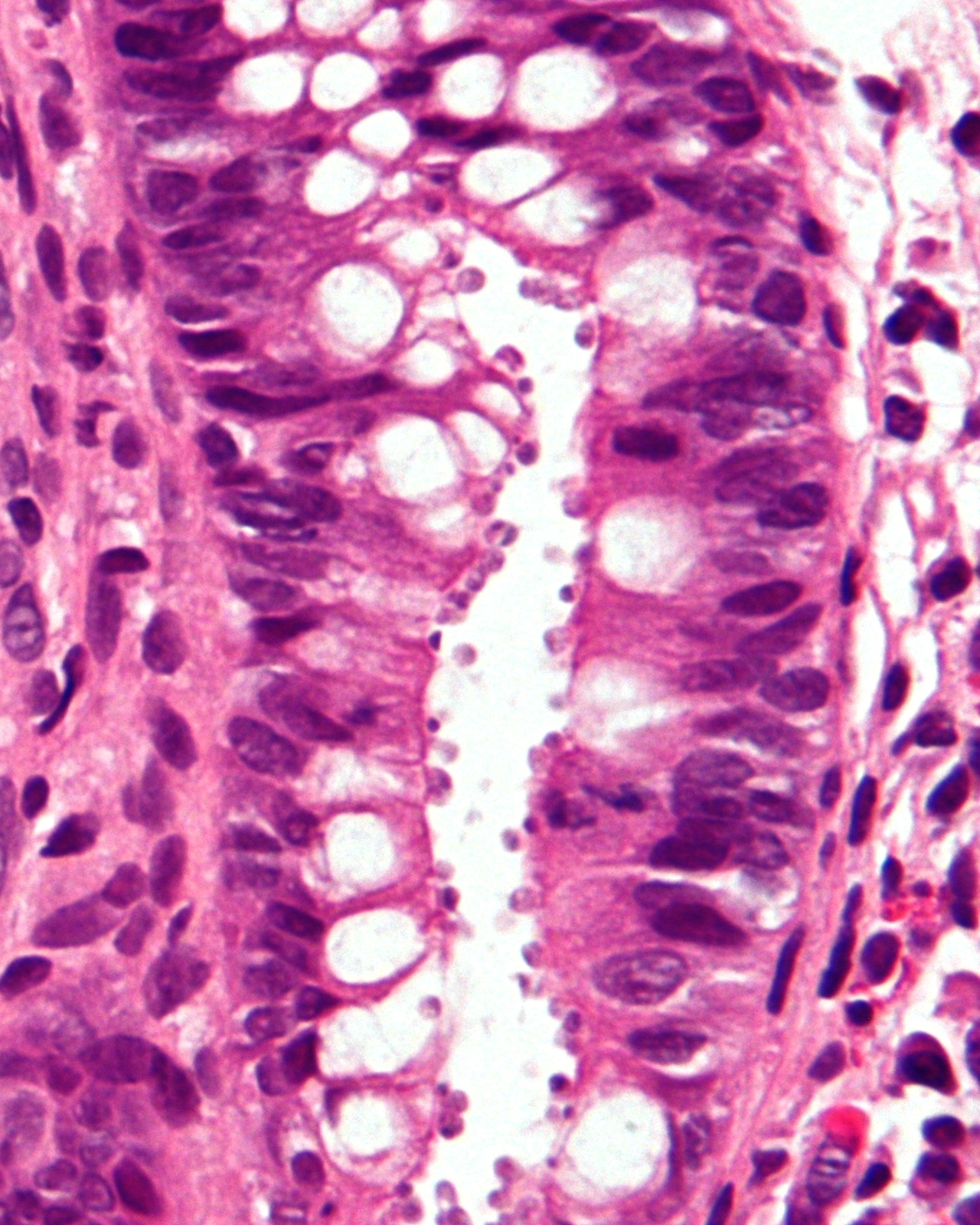

크립토스포리디움증(Cryptosporidiosis) 또는 크립토(crypto)는 문단복합체문(phylum Apicomplexa)에 있는 원생동물 기생충 속인 와포자충속(크립토스포리듐)에 의해 발생하는 기생병이다. 이는 원위 소장에 영향을 미치고 면역 능력이 있는 사람(즉, 정상적인 기능을 하는 면역체계를 가진 사람)과 면역이 저하된 사람(예: HIV/AIDS 또는 자가면역 장애가 있는 사람) 모두의 호흡기에 영향을 미쳐, 설명할 수 없는 기침. 면역이 억제된 사람에게는 증상이 특히 심하고 치명적일 수 있다. 주로 오염된 물을 통해 대변-구강 경로를 통해 전파된다. 최근 증거에 따르면 호흡기 분비물로 오염된 매개물을 통해서도 전염될 수 있다는 것이 밝혀졌다.
크립토스포리디움은 설사를 보이는 HIV 양성 환자에서 흔히 분리된다. 1976년까지 확인되지 않았음에도 불구하고 가장 흔한 수인성 질병 중 하나이며 전 세계적으로 발견된다. 감염은 인간이 크립토스포리디움 유기체의 낭종이 포함된 음식이나 물을 섭취할 때 시작된다.